# Quận 12, Paris
Quận 12 của Paris (còn có tên là quận Reuilly, nhưng tên gọi này ít được dùng trong đời sống thường nhật) nằm ở phía đông thành phố, tiếp giáp với các quận 20, 11, 4 và 13. Sông Seine chảy vào Paris tiếp xúc đầu tiên với Quận 12 và Quận 13, và là ranh giới của hai quận này.
Bao gồm cả rừng Vincennes nên Quận 12 rộng 16,32 km², quận rộng thứ hai Paris sau Quận 16. Nếu không tính rừng Vincennes thì nó chỉ rộng 6,37 km².
Năm 1999, dân số quận 12 là 13.6591 người, tức 21.419 người/km². Quận trưởng từ 2001 của quận là Michèle Blumenthal, Đảng Xã hội Pháp.